# Poskrzypka szparagowa
Poskrzypka szparagowa (Crioceris asparagi) – gatunek chrząszcza z rodziny stonkowatych.
Ciało długości od 5 do 6,5 mm. Głowa czarna, z tyłu przewężona. Przedplecze czerwone, u podgatunku C. asparagi maculipes z zieloną plamą pośrodku. Długość pokryw dwukrotnie przekracza ich łączną szerokość w barkach. Pokrywy czerwonawożółte z metalicznie zieloną szeroką smugą wzdłuż szwu i tejże barwy poprzecznymi przepaskami, które mogą być zredukowane do plam lub zanikać.
Rośliną żywicielską zarówno larw jak i imagines są szparagi. Gatunek jest ich groźnym szkodnikiem. Stadium jaja trwa 5 do 12 dni, larwy około trzech tygodni, a poczwarki około 12-20 dni. Przepoczwarczenie w glebie.
Rozprzestrzeniony w Europie, północnej Afryce, północnym Kazachstanie i Azji Środkowej, Azji Mniejszej (Turcji), Syrii, na Kaukazie i w Iranie. Na początku XIX wieku zawleczony do Ameryki Północnej, a później też do Argentyny i Tanzanii.
Wyróżnia się trzy podgatunki:
- Crioceris asparagi asparagi (L., 1758)
- Crioceris asparagi turkestanica Miedwiediew
- Crioceris asparagi maculipes (Gebler)